# Tàxon vivent
En biologia, un tàxon vivent és un tàxon (espècies, gèneres, famílies, etc.) que encara existeix avui en dia, és a dir, que tenen exemplars vius. Per exemple, el ualabi llebre d'ulleres (Lagorchestes conspicillatus) és una espècie vivent, mentre que el seu parent proper, el ualabi llebre oriental (Lagorchestes leporides) és una espècie extinta. Un altre exemple: el grup dels mol·luscs cefalòpodes inclou unes 6.500 espècies vivents i 7.500 d'extintes.